# A'damant
A'damant was een sculptuur uit 1985 van de kunstenaar Joost van Santen.

## Inleiding
De sculptuur, een piramide van roestvast staal en glas bevond zich in eerste instantie in het zuidelijk deel van het Leidsebosje, recht tegenover het Amsterdam Marriott Hotel. Het Leidsebosje was in de jaren negentig onderhevig aan een herinrichting waardoor er daar geen plaats meer was. Men had nog het idee dat het beeld enige tijd geplaatst kon worden op het Mr. Visserplein en Jonas Daniël Meijerplein (nabij het oude centrum van de diamantenhandel), maar ook dat gebied was toen onderhevig aan herinrichting en men zag er ook niets in. Het Amsterdams Fonds voor de Kunsten wilde eigenlijk ook wel van het beeld af, dat eigenlijk tijdelijk zou zijn. Het paste in hun ogen niet het groen beheer van het parkje. Van Santen had het principe dat als een beeld eenmaal af is; hij het ook al verleden tijd beschouwde. Desalniettemin kwam het beeld toch terug in het Leidsebosje, nu in het noordwestelijk deel van het Leidsebosje, het deel dat grenst aan het  hoofdkantoor van de gemeentetram. Het touwtrekken rondom het beeld kon niet voorkomen dat het beeld ergens na 2010 definitief werd weggehaald. Waar het beeld na verwijdering gebleven is, is niet bekend; het is vermoedelijk vernietigd (kunstenaar zei al “liever naar de schroothoop”).

## Sculptuur
Het beeld bestond uit een vijf meter hoge vijfhoekige piramide van dik staal waarvan de punten zich bovenin openden. In de ruimte tussen de driehoekige panelen zat pantserglas, drie lagen dik met een holografische folie ertussen. Deze werd verlicht, hetgeen een soort iriserende werking tot gevolg had. 

## Geschiedenis
Het in 1985 geplaatste werk was een cadeau van de Amsterdamse diamantindustrie in het kader van 400 jaar diamantstad. Het werk werd besteld door een stadsilluminatiecommissie, die bij ontstentenis van middelen aanklopten bij de Diamant Foundation Amsterdam, een ondernemersgenootschap van de Amsterdamse diamantairs. Deze waren bereid het beeld te sponsoren, mits het op een centrale plek zou komen te staan, zodat het als reclameobject voor toeristen kon dienen. Het beeld zou 100.000 gulden hebben gekost en burgemeester Ed van Thijn kwam het op 20 mei 1985 onthullen.
Het beeld werd als te groot voor het niet al te ruim uitgevallen Leidsebosje beschouwd, en was een magneet voor graffiti. Het kreeg al snel vanwege de vorm de bijnaam Wigwam.